# Voitolla yöhön (singolo)
Voitolla yöhön è il primo singolo del duo finlandese JVG, tratto dal terzo album di studio, Voitolla yöhön. Il brano è stato pubblicato il 29 novembre 2013 dalla PME Records e dalla Warner Music Finland.
Dal brano è stato tratto un video musicale in cui compaiono Sini Sabotage, che aveva da poco pubblicato il suo primo singolo, Levikset repee, in cui compare VilleGalle, e Märkä-Simo, che comparse in Häissä come featuring.
Il brano è entrato nelle classifiche nazionali raggiungendo la terza posizione nelle classifiche relative ai brani più venduti e la seconda posizione in quella dei brani più scaricati.

## Tracce
Formato digitale
1. Voitolla yöhön – 3:57

CD promozionale
1. Voitolla yöhön – 3:56

## Classifica
| Classifica           | Massima posizione |
| -------------------- | ----------------- |
| Finlandia            | 3                 |
| Finlandia (digitale) | 2                 |